# Thomas Dufour
Thomas Dufour (* 12. Februar 1973 in Chamonix) ist ein französischer Curler.
Dufours größter Erfolg war bisher der Gewinn der Silbermedaille bei der Curling-Juniorenweltmeisterschaft 1992 in Oberstdorf. Bei den Olympischen Winterspielen 2002 in Salt Lake City spielte Dufour als Second mit. Das Team belegte am Ende den 10. Platz.
Als Skip spielte Dufour bei den Olympischen Winterspielen 2010 in Vancouver im Team Frankreich mit Third Tony Angiboust, Second Jan Henri Ducroz, Lead Richard Ducroz und Alternate Raphaël Mathieu. Die Mannschaft belegte den siebten Platz.